# Linów-Kolonia
Linów-Kolonia est une localité polonaise de la gmina de Zawichost, située dans le powiat de Sandomierz en voïvodie de Sainte-Croix.